# Rush Style
株式會社Rush Style（日语：株式会社ラッシュスタイル）是一家位於日本東京都新宿區的聲優經紀公司。

## 概要
2013年10月4日，由聲優速水獎代表，從大澤事務所中獨立而設立。代表董事社長由妻子五十嵐麗就任。

## 所屬聲優
男性
- 小野健一
- 野津山幸宏（日语：野津山幸宏）
- 速水獎（代表）
- 野田哲郎（日语：野田てつろう）
- 今井文也

女性
- 五十嵐麗（代表董事社長）
- 景山梨彩（日语：景山梨彩）
- 島田愛野（日语：島田愛野）
- 野村香菜子
- 中村加奈

### 準所屬
男性
- 下鶴直幸（日语：下鶴直幸）

女性
- 高澤柚衣（日语：高沢柚衣）
- 三木晶（日语：三木晶）

### 預留
男性
- 住永侑太
- 原田琢磨（日语：原田琢磨）
- 松本日向（日语：松本ひなた）
- 光富崇雄（日语：光富崇雄）

女性
- 楓美里
- 菅家麻梨子
- 城戶香織
- 河野美
- 櫻井美幸
- 南雲希美（日语：南雲希美）
- 福山沙織（日语：福山沙織）
- 真仲枝

## 外部連結
- 株式會社Rush Style公式官網（页面存档备份，存于） （日語）
- Rush Style的X（前Twitter） （日語）
- RSAcademy Official Blog（页面存档备份，存于） （日語）－株式會社Rush Style官方部落格。